# 吕措号大巡洋舰
吕措号是德意志帝国海军于第一次世界大战爆发前建造的三艘德夫林格级大巡洋舰的2号舰，为纪念拿破仑战争期间的普鲁士宿将路德维希·阿道夫·威廉·冯·吕措而命名。作为旧式防护巡洋舰奥古斯塔皇后号的替舰，吕措号于1913年11月29日开建，但直至1916年才完工。吕措号是德夫林格号的姊妹舰，但略有不同的是，它装备有多一对150毫米口径副炮，并在船体中增设了一间水密舱室。
吕措号于1915年8月8日投入使用，但由于发动机在试航期间受损，它直至翌年3月20日才加入第一侦察集群。这是在德国战列巡洋舰部队完成了大部分主要行动之后。因此，吕措号在战争期间几乎没有参加任何分舰队行动。它参加的仅有一次炮击行动是1916年4月24－25日的炮击雅茅斯及洛斯托夫特，之后它成为海军少将弗朗茨·冯·希佩尔的旗舰。一个月后，该舰在5月31日－6月1日爆发的日德兰海战中与敌军猛烈交火。战斗期间，吕措号击沉了英国战列巡洋舰无敌号，并因摧毁装甲巡洋舰防御号而立下战功。然而，它自身也被大约24枚大口径炮击中而严重受损。由于舰艏被彻底浸没，舰只无法返回德国。在完成了船员的疏散后，吕措号由其护航鱼雷艇G38号发射的鱼雷所击沉。

## 设计

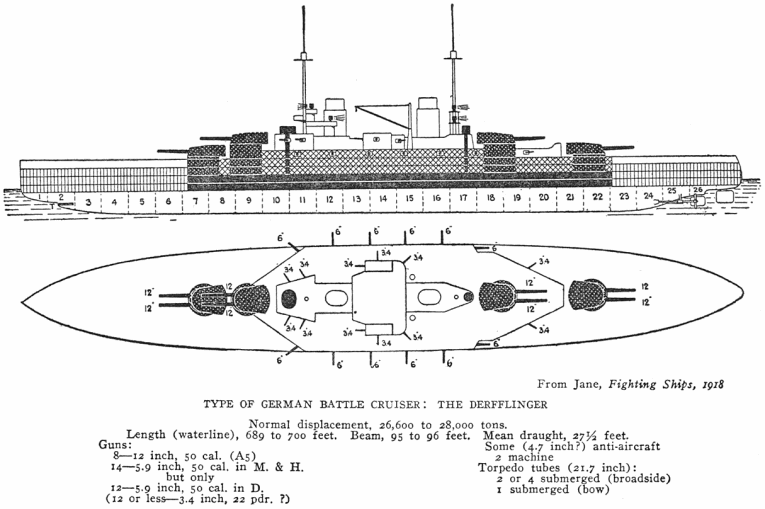
德夫林格级大巡洋舰草图

吕措号的全长为210.4（690英尺3英寸），舷宽29（95英尺2英寸），有9.2（30英尺2英寸）的前吃水和9.56（31英尺4英寸）的后吃水。它的设计排水量为26,600公噸（26,200長噸），满载排水量则可达26,741公噸（26,319長噸）。船体采用西门子－马丁低碳钢以纵肋式结构建造，它们被分为十七个水密舱室和一个占龙骨长度比重为65%的防漏双层船底。桅杆采用全新配置，即“X”型而非笔直桁端。舰只由四台帕森斯蒸汽轮机提供动力，以驱动四副螺旋桨。蒸汽由18台船用锅炉供应，其中14台为燃煤式，另外4台为燃油式。吕措号动力装置的额定功率为63,000匹公制馬力（62,138匹軸馬力；46,336千瓦特），最高速度为26.4節（48.9每小時）。其标准船员编制为44名军官和1068至1138名水兵，但在担任分舰队旗舰时，还可额外增加14名军官和62名水兵。
吕措号的主舰炮为八门分布在四双联装炮塔内的305毫米50倍径速射炮，它们是以背负式布局成对安装在中央舰艛两端，并试验性地装备了陀螺瞄准器。相较于姊妹舰德夫林格号，吕措号用作副炮的中等口径舰炮数量有所增加，为十四门150毫米45倍径速射炮；但该舰起初并未配备88毫米45倍径速射炮，直至1916年才在C炮台安装了四门88毫米高射炮。此外，舰只还装备有四具鱼雷发射管，它们的口径增加至600（24英寸），全部放置在水线下方的船体内。吕措号的水线装甲带有300（12英寸）厚，甲板厚度为30至80（1.2至3.1英寸）。司令塔也受到300毫米厚的装甲板保护。主炮炮塔的表面和侧面有270（11英寸）厚，而副炮炮廓的厚度则为150（5.9英寸）。
吕措号是一艘机动能力极强的远洋船具，具有良好的适航性。但由于舰舵较重，在舰舵横位时，舰体倾角为11°，航速损失为65%。舰体横摇周期为11秒，稳心高度为2.6（100英寸）。在高速航行的情况下，舰只操纵性良好，但慢速时则由些力不从心。当风力达到4级、涌浪达到3级时，舰艉操纵性能出色。

## 服役历史
吕措号是为替代已有20年舰龄的老旧防护巡洋舰奥古斯塔皇后号而以“奥古斯塔皇后代舰（Ersatz Kaiserin Augusta）”为代号订购，并且是德意志帝国海军自开建首艘战列巡洋舰冯·德·坦恩号以来，首次没有与汉堡布洛姆-福斯船厂签订大巡洋舰合同。合同被授予了但泽的希肖船厂，此举被视为是当局希望打破布洛姆-福斯在汽轮机技术上的垄断，以及争取为德国东部地区增加就业机会。舰只于1912年5月15日开始架设龙骨、1913年6月27日下水，随后展开舾装工作。吕措号得名于拿破仑战争期间的普鲁士宿将路德维希·阿道夫·威廉·冯·吕措，因此在下水仪式上，由吕措家族以及第25“吕措”步兵团的代表马沙尔·马克西米利安·格拉夫·冯·皮克勒伉俪主持为舰只命名。舰只于1915年8月8日投入使用以进行海上试航，并于8月23日被送往基尔。为了应付可能在该地区出没的敌方潜艇，鱼雷艇G192号、G194号和G196号受命为吕措号提供屏护，这四艘舰只于翌日抵达。在那里，吕措号完成了包括装备武器在内的最后舾装工作。至9月13日，舰只展开海试，包括9月15日的鱼雷射击试验和10月6日的火炮试验。在10月25日的海试中，吕措号左舷的低压涡轮机严重受损。修理工作在基尔帝国船厂进行，直至1916年1月下旬，舰只才得以恢复进一步的试验。相关工作于2月19日结束；吕措号于3月20日被编入第一侦察集群，并于四天后抵达新部队。
吕措号的首任及唯一一任舰长是海军上校维克托·哈德。从3月29日至4月11日，第一侦察集群副司令、海军少将弗里德里希·伯迪克也曾暂时登舰升起自己的旗帜。4月21日，第一和第二侦察集群受命出击执行侦察任务，因为有报告称英国驱逐舰在北海出没。20:50，吕措号协同战列巡洋舰塞德利茨号和冯·德·坦恩号出航，向北巡航至黑尔戈兰岛以西。22日00:25，第二侦察集群代司令、海军上校路德维希·冯·罗伊特的旗舰格劳登茨号在阿姆鲁姆暗沙西南约15海里（28）处不慎触雷。在这次行动中，一艘英国潜艇试图以鱼雷攻击吕措号，但未获成功，后者于05:46返航，未能找到任何英国军舰。

### 炮击雅茅斯及洛斯托夫特

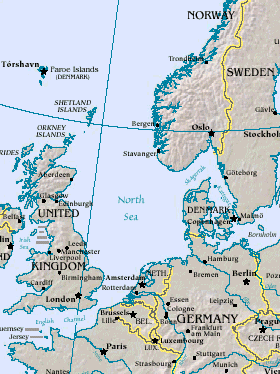
北海是德国舰队的主要活动海域

吕措号参与的首次重大行动是1916年4月24－25日的炮击雅茅斯及洛斯托夫特。由于时任第一侦察集群司令的海军少将弗朗茨·冯·希佩尔因病告假，所以部队暂时由副司令伯迪克指挥。五艘德国战列巡洋舰，包括旗舰塞德利茨号、吕措号、德夫林格号、毛奇号和冯·德·坦恩号，于4月24日10:55离开亚德河口，并得到由六艘小巡洋舰和两支鱼雷艇区舰队组成的屏护部队陪同。公海舰队的重型部队则于13:40起航，目的是为伯迪克的舰群提供远程支援。英国海军部则通过拦截德国的无线电信号得知德国人已行动，并于15:50完成对大舰队的部署。至14:00，伯迪克的舰群已抵达诺德奈附近的位置，此时他将舰只调转向北，以避开泰尔斯海灵岛上的荷兰观测员。15:38，塞德利茨号不慎触雷，并在右舷鱼雷管后方的船体上炸开一个15（49英尺）长的孔洞，导致约1,400公噸（1,400長噸）海水涌入该舰。塞德利茨号遂连同其屏护巡洋舰掉头返航，速度控制在15節（28每小時）。其余四艘战列巡洋舰则立即朝南转往诺德奈方向，以规避进一步的水雷威胁。至16:00，塞德利茨号已确认并无迫切危险，于是停下来让伯迪克离舰。V28号鱼雷艇随即将伯迪克带至吕措号。
4月25日04:50，当德国战列巡洋舰群正接近洛斯托夫特时，负责在南翼提供屏护的小巡洋舰罗斯托克号和埃尔宾号，发现了英国海军准将雷金纳德·蒂里特麾下的哈里奇部队的轻巡洋舰和驱逐舰。伯迪克拒绝为英国舰只分心，继续将其舰群的火炮瞄准洛斯托夫特。在大约13,000（14,000碼）的射程内，德国战列巡洋舰摧毁了两门6英寸（150）口径的海岸炮，并对市镇造成了其它一些破坏，包括炸毁了约200所房屋。在此期间，来自岸基炮台的齐射基本在距吕措号舰艏约400至500（440至550碼）的位置爆炸，但未能对该舰造成破坏。至05:20，德国袭击者向北转往雅茅斯，并于05:42抵达。由于能见度极差，以至于德国战列巡洋舰各自都仅进行了一轮齐射，但德夫林格号除外，它能够以主炮发射了十四枚炮弹。德国舰群随即向南折返，并于05:47第二次遭遇哈里奇部队，当时它们已与屏护部队的六艘小巡洋舰交战。吕措号遂挂起“从左侧分散火力”的信号旗，并于两分钟后在12,000（13,000碼）的范围内开火。在吕措号舰炮的带头攻击下，蒂里特的旗舰征服号轻巡洋舰五次中弹，造成20死13伤。蒂里特立即调转他的船头，并向南逃窜。由于收到有关英国潜艇出没和鱼雷攻击的报告，伯迪克停止了追击，转向东行与公海舰队会合。与此同时，公海舰队总司令、海军上将赖因哈德·舍尔也收到了大舰队从斯卡帕湾出动的警告，遂掉头返回德国。
在炮击洛斯托夫特期间，吕措号共计发射了18枚305毫米炮和45枚150毫米炮。而在对阵哈里奇部队时，吕措号则发射了20枚少量装药的305毫米高爆弹、41枚全装药的305毫米高爆弹以及168枚150毫米炮。其中在与征服号交火时，吕措号能够酣畅淋漓的发出32枚大口径炮。尽管这场战斗仅持续了6分钟，但还是击中了英国驱逐舰拉厄耳忒斯号。

### 日德兰海战

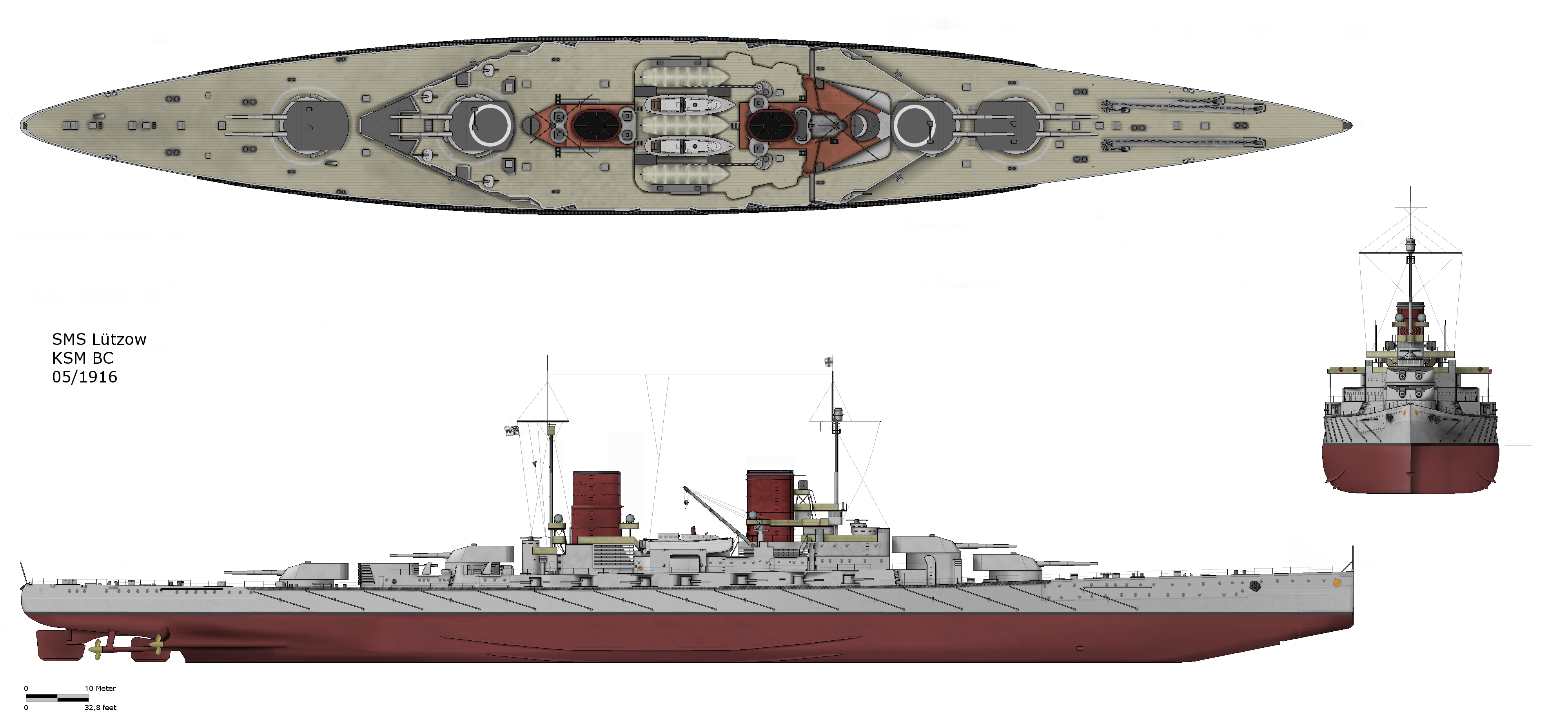
吕措号于日德兰的配置

1916年5月31日02:00，第一侦察集群从亚德湾起航，以16節（30每小時）的速度驶向斯卡格拉克海峡；编队由希佩尔此时的旗舰吕措号领航，随后依次是德夫林格号、塞德利茨号、毛奇号和冯·德·坦恩号。担任护航的第二侦察集群的四艘小巡洋舰法兰克福号（时任伯迪克的旗舰）、威斯巴登号、皮劳号和埃尔宾号。而第二、第六和第九区舰队的30艘鱼雷艇，则在小巡洋舰雷根斯堡号的引导下负责提供屏护。一个半小时后，舍尔率领的公海舰队主力也从亚德湾出航，该部队由16艘无畏舰组成。为它们提供护航的包括有由小巡洋舰斯德丁号、慕尼黑号、汉堡号、女性之赞号和斯图加特号组成的第四侦察集群，以及由小巡洋舰罗斯托克号领航的第一、第三、第五和第七区舰队的31艘鱼雷艇。第二战列分舰队的六艘前无畏舰则于02:45离开易北河锚区，并于05:00与主舰队会合。这次行动是德国舰队以往行动的重演，意图引诱出大舰队的一部分并将之歼灭。

#### 行动开端

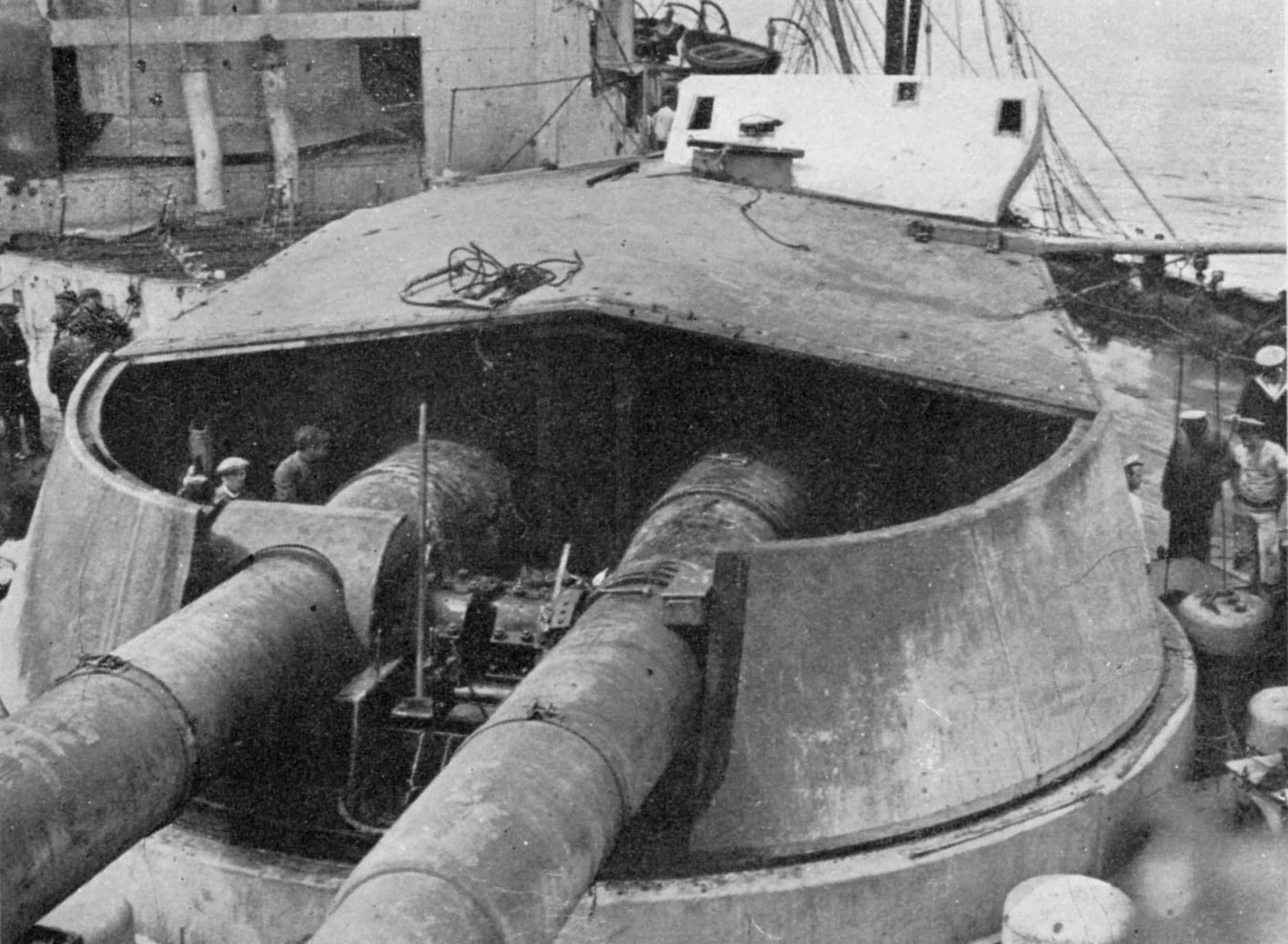
被吕措号摧毁的狮号Q炮塔

在16:00前不久，希佩尔的部队遭遇了由英国海军中将戴维·贝蒂率领的第1战列巡洋分舰队。希佩尔下令在吕措号悬挂“从左侧分散火力”的旗语信号。德国舰只率先开火，射程约为14,000（15,000碼）。领头的两艘英国战列巡洋舰——狮号和虎号将火力集中对准吕措号，而吕措号只与狮号交战。舰上的炮手们将首轮齐射的射程设定为15,400（16,800碼），远远超过了预期目标；但与其它装备穿甲弹的德国战列巡洋舰不同，该舰发射的是半穿甲弹。英国人的测距机误读了德国目标的范围，导致英舰发出的首轮齐射落在距德国对手一英里开外的海面上；狮号炮手的首轮射程为18,500碼（16,900）。在三分钟的时间内，吕措号在四门舰艏炮和四门舰艉炮之间又交替发射了四轮齐射，其中最后一轮于16:51取得命中。
吕措号的第二次命中于一分钟后，即16:52取得。八分钟后，狮号才首度命中吕措号，而英舰的另一轮齐也射击中其艏艛，但没有造成重大损伤。然而，这两次中弹被证明是影响深远的，因为它使得海水能够从装甲甲板上方侵入舰只，导致吕措号在战斗后期受损时涌入了更多的水。几乎同时，吕措号对狮号造成了巨大打击；它的一枚305（12.0英寸）炮击穿狮号舰舯的Q炮塔，掀掉了顶盖，并引燃了贮存在内的弹药。幸得炮塔指挥官、海军少校法蘭西斯·哈維果断采取行动，下令淹没该弹药舱，狮号才避免了一场灾难性的爆炸。事实上，在炮塔被摧毁约30分钟后，炮塔内的火势便蔓延至弹药舱正上方的工作部，并引爆了存放在那里的装药推进剂。如果弹药舱没有被淹，那么其爆炸足以毁灭舰只。
在17:03，英国阵线中最末端的战列巡洋舰不倦号遭到其对手冯·德·坦恩号发射的多枚炮弹击中。不倦号的前部弹药舱被穿透并起火；由此引发的爆炸将该舰炸得粉碎。不久之后，吕措号再对狮号取得数次命中，但没有造成严重破坏。吕措号的第一炮官京特·帕申在事后对发射半穿甲弹的决定感到惋惜，它认为吕措号如果使用穿甲弹，便会在此次行动中摧毁狮号。在战斗的前十九分钟内，吕措号共向狮号射出了三十一轮齐射，并取得六次命中，迫使后者暂时脱离战线。从17:10至17:16，吕措号恢复对狮号的攻击，但在烟雾中，其炮手以为他们正在与长公主号交战。在此期间，长公主号向吕措号开火并取得两次命中，第一次在前部炮塔之间爆炸，第二次则击中水线装甲带。17:24，吕措号再次朝狮号开火，于30秒内再命中三次。
为了对编队进行重组，贝蒂寻求将其舰群向左转舵2点，而第5战列分舰队的伊丽莎白女王级战列舰则抵达现场并提供火力掩护。随着英国战列巡洋舰开始转向，塞德利茨号和德夫林格号遂将火力转移至玛丽王后号。据目击者报告称，两轮齐射中至少有五枚炮弹命中该舰，从而导致剧烈爆炸，玛丽王后号被炸成两截。在玛丽王后号被摧毁后不久，英国和德国的驱逐舰都试图以鱼雷攻击对方阵线。英国驱逐舰涅斯托耳号和尼卡托耳号分别向吕措号发射了两枚鱼雷，但均告射失。在17:34，吕措号也向虎号发射了一枚鱼雷，同样未能命中。吕措号的炮火则于17:57再度命中狮号，随后又击中三次，其中一次引发了艉部副炮起火。
公海舰队的领头舰只至18:00已接近英国舰只的有效射程，并开始与对方战列巡洋舰和伊丽莎白女王级舰只交火。在18:13，伊丽莎白女王号的一枚15英寸（380）炮击中了吕措号；18:25和18:30又有多两次命中。该舰于18:45再度中弹，可能是来自长公主号。当英国战列巡洋舰向北驶去，吕措号继续与它们交火，但在此期间没有成效。之后，在19:05，它再对狮号取得一次命中。在德国混合舰队与英国第1、第5战列分舰队的交战过程中，吕措号的两台无线电发射机均被损坏；在那之后，它与友舰之间唯一的通信方式是通过探照灯。

#### 战列舰队的交锋
19:00过后不久，德国小巡洋舰威斯巴登号已被英国战列巡洋舰无敌号的炮火击至失效；德国战列巡洋舰遂作16点转舵至东北方向，以高速冲向受难的小巡洋舰。公海舰队的第三战列分舰队，其中包括德国海军最强大的战列舰，也改变了航向以协助威斯巴登号。同时，英国第3和第4轻巡洋分舰队开始对德国阵线发动鱼雷攻击；在推进至鱼雷的射程期间，它们还以主炮压制威斯巴登号。在朝东北转向的过程中，英国驱逐舰翁斯洛号和阿卡斯忒号接近吕措号发射鱼雷，但均未奏效。翁斯洛号被吕措号的副炮命中三次，被迫撤离。此后不久，第二艘驱逐舰阿卡斯忒号向吕措号发射了一枚鱼雷但未能命中；作为回火，吕措号和德夫林格号以150毫米炮密集攻击阿卡忒斯号，并取得两次命中。在19:15，德国战列巡洋舰发现了正加入攻击威斯巴登号的英国装甲巡洋舰防御号。希佩尔最初犹豫不决，他认为该舰是德国小巡洋舰罗斯托克号，但在19:16，吕措号舰长哈德突然下令其舰只开火。其它的德国战列巡洋舰和战列舰也相继加入混战；吕措号迅速从舷侧连续射出五枚炮弹。在不到5分钟的时间内，防御号被德国舰只的多枚重炮击中。一轮齐射穿透了舰上的弹药舱，导致一场巨大爆炸摧毁了防御号。

无敌号的爆炸

当吕措号和舰队余部都在专注于攻击防御号时，狮号对希佩尔的旗舰取得了两次命中，并造成严重火灾。至19:24，英国第3战列巡洋舰分舰队已经与贝蒂剩余的战列巡洋舰组成了一队，位于德军阵线前方。领头的英国舰只发现了吕措号和德夫林格号，并开始朝它们开火。在八分钟时间里，无敌号便对吕措号取得了8次命中；这些打击大多集中在舰艏，是导致其水浸并最终沉没的主要原因。作为回击，吕措号和德夫林格号都将火力集中在无敌号身上，并且在19:33，吕措号的第三轮齐射穿透了无敌号的中心炮塔并引燃弹药舱；该舰伴随着一系列大规模的爆炸而消失。从这一刻起，吕措号便再没有遭到英国战列巡洋舰的进一步炮火袭击，但此前无敌号的两次命中在水线下方爆炸，使得舰体严重进水。
至19:30，正在追击英国战列巡洋舰的公海舰队尚未直面大舰队。为免暴露在鱼雷艇攻击之下，舍尔一直在考虑隐匿其部队直至天黑。然而，在他作出决定前，其领头的战列舰便遇到了大舰队主体。这一事态的发展使得舍尔无法撤退，因为这样做会牺牲己方第二战列分舰队较慢的前无畏舰。而若使用无畏舰和战列巡洋舰来掩护它们撤退，则会令他的最强舰只受到英国炮火的猛烈攻击。于是，舍尔命其舰群向右转舵16点，这将使他的前无畏舰来到德国战列线中相对安全的下风舷侧。

#### 撤退及沉没
其它战列巡洋舰受命跟随机动，但吕措号此时已失速严重，无法跟上。相反，该舰尝试朝西南方向撤退，以躲避英国人的猛烈炮火。至20:00，舰只前部的水浸已蔓延至前炮塔的弹药舱。枪炮人员尽可能多的搬出炮弹和装药推进剂，以存放至炮塔下方的工作部内。而不久之前，在19:50，身处罗斯托克号舰上的海军大校安德烈亚斯·米歇尔森，派出了第一鱼雷艇半区舰队前往协助吕措号。G39号鱼雷艇开过来将希佩尔及其随员接走，以便将他转移至另一艘战列巡洋舰。V45号和G37号鱼雷艇则开始在受损舰只和英国阵线之间设置屏护烟幕，但在它们完成之前，吕措号自20:15起又接连被四枚大口径炮击中。其中一枚射穿了舰只前部的背负式炮塔，使其暂时失效；炮弹还引爆了装药推进剂并摧毁了右炮。第二次中弹则使艉部炮塔的电动瞄准装置失效，自此只能改用手动操作。当希佩尔身处G39号期间，第一侦察集群的指挥权暂时交至海军上校约翰内斯·哈托格手中。吕措号于20:45开出最后一炮，此时烟幕已成功将她从英国阵线中遮挡开来。
随着公海舰队在夜幕降临后开始撤退，航速仅有15節（28每小時）的吕措号试图从德国阵线的后方通过，以寻求前往相对安全的下风舷侧。至22:13，吕措号消失在德国阵线末舰的视线中，它已无法再跟上舰队。舍尔寄望在大雾的夜色中，吕措号能够避开侦测并成功返回德国港口。然而到了22:30，舰只已陷入更深的水中。海水开始冲上甲板，涌入装甲甲板上方的艏楼内，这将成为重大的隐患。午夜时分，受损严重的吕措号仍有希望返回港口。舰只的航速能够维持在7節（13每小時），直至大约00:45，它才开始涌入更多的水。有时，舰只必须减速至3節（5.6每小時），以减轻鱼雷舱内后舱壁的压力。更危急的是，由于操纵杆被卡住，前向主泵已无法再使用。

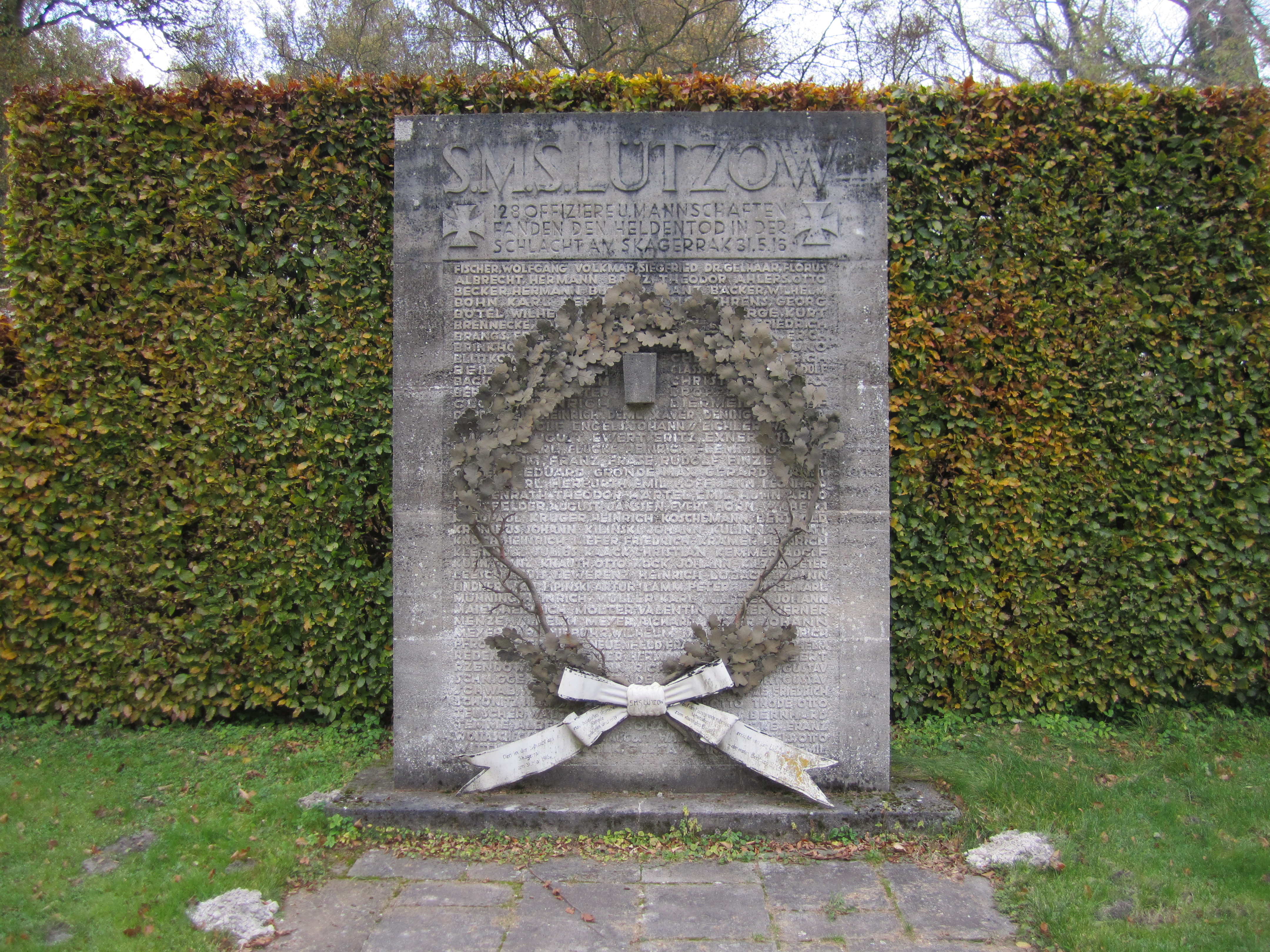
设于威廉港的纪念碑，镌刻了吕措号阵亡船员的名单

至01:00，船体内的进水已多至水泵无法处理。海水开始涌入前发电机舱，迫使船员只能在烛光下工作。吕措号至01:30已处于极低水位，海水开始侵入前锅炉舱。到那时，舰只几乎所有的前部舱室，直至司令塔和主装甲甲板下方，都被完全淹没了。海水也通过装甲甲板上部艏楼的弹孔进入舰只；导致前端炮座的上部也大面积水浸。战列巡洋舰的船员曾三次试图修补弹孔，但随着洪水加剧和水压增强，甲板上的水越来越多，从而阻碍了修复工作的进展。船员们也尝试倒转方向令蒸汽倒流，但当舰艏沉入水中以致舰艉的螺旋桨抬起部分外露时，则被迫放弃了这种做法；前吃水已经增加至逾17（55英尺9英寸）。
至02:20，舰内已涌入约8,000公噸（7,900長噸）水，并面临严重的倾覆危险，于是哈德上校下令弃舰。鱼雷艇G37号、G38号、G40号和V45号负责接载受损战列巡洋舰的船员撤离，但仍有6名司炉工被困舰艏的气穴中，无法脱离。至02:45，吕措号的舰桥被完全浸没。G38号向该舰发射了两枚鱼雷，两分钟后，它便消失在浪底。自沉时，舰只正位于距喇叭礁西北约60（32海里）处。沉船的方位估计在56°15′N 5°53′E / 56.250°N 5.883°E。
在战斗过程中，吕措号共射出了约380发主炮和400发副炮，另有两枚鱼雷。作为回报，它也被英国人的大口径炮击中了24次。该舰船员中共有115人死亡、50人负伤，战斗伤亡率仅次于有157人死亡、26人负伤的德夫林格号。吕措号共有9人在其后获颁德国一级铁十字勋章。而鉴于哈德上校所做出的杰出贡献，他于日德兰海战后得到晋升，先后出任战列舰柳特波德摄政王号和公海舰队新旗舰巴登号的舰长。吕措号的大部分船员也都被分配至同为但泽希肖船厂建造的巴登号服役，许多人仍然保留了吕措号的帽带。
2015年，勘探船回声号在布设验潮仪时对该区域进行了勘探。搜寻过程中，回声号的声纳在海床上找到了吕措号，距离该舰最后记录的位置大约8（4.3海里）。回声号利用声纳拍摄了沉船的图像，其舰长表示这将“确保该舰的最后安息之地被正确地认定为战争坟墓”。